# Gnophos tatrensis
Gnophos tatrensis är en fjärilsart som beskrevs av András Vojnits 1969. Gnophos tatrensis ingår i släktet Gnophos och familjen mätare. Inga underarter finns listade i Catalogue of Life.